# Сјано
Сјано или Сено (блр. Сянно; рус. Сенно) град је у северозападном делу Републике Белорусије и административни је центар Сененског рејону Витепске области.
Према процени из 2012. у граду је живело 7.656 становника.

## Географија
Град Сјано смештен је у централном делу Сененског рејона на југоистоку Витепске области, на јужној обали Сененског језера. Налази се око 58 км југозападно од административног центра области града Витепска и на око 15 км од железничке станице на линији Лепељ—Орша.

## Историја
У писаним изворима насељено место Сјано први пут се помиње 1442. као малено трговачко насеље у саставу тадашње Полацке кнежевине у Великој Кнежевини Литванији. Место је било познато по трговини сеном, па вероватно отуда и садашњи назив. Насеље је заједно са околином једно кратко време, почев од 1534. било у саставу Московске велике кнежевине. Од 1772. постаје саставним делом Руске Империје где убрзо добива статус окружног центра и административно уређење у рангу града (године 1777).
Град је 1860. захватио велики пожар у којем су страдале готово све његове дрвене грађевине. Након обнове две године касније, Сјано добива и свој први званични грб.
Од 1919. у саставу је Витепске губерније тадашње Руске СФСР, а делом Белорусије (односно тадашње Белоруске ССР) постаје 1924. године.
Непосредно пре Другог светског рата (а по резултатима пописа из 1939) Јевреји су чинили око четвртине градске популације (1.056). Током рата нацистички окупатори су у граду основали логор у којем је побијена готово целокупна Јеврејска популација града Сјана и ближе околине.

## Демографија
Према процени, у граду је 2012. живело 7.656 становника, или за 351 лице мање у односу на попис из 2009. када је регистровано 8.007 становника.
| 1898. | 1979. | 1989. | 1999. | 2009. | 2012.           |
| ----- | ----- | ----- | ----- | ----- | --------------- |
| 5.712 | 6.031 | 8.991 | 9.000 | 8.007 | 7.656 (процена) |